# Amerikaanse witte eik
De Amerikaanse witte eik (Quercus alba) is een boom uit de napjesdragersfamilie. De bladverliezende boom komt oorspronkelijk uit Noord-Amerika. De soort is de staatsboom van Connecticut, West-Virginia en Maryland. In Europa wordt de soort slechts weinig toegepast, ondanks dat deze winterhard is.

## Kenmerken
De soort vertoont overeenkomsten met de in Europa voorkomende zomereik (Quercus robur) en met de wintereik (Quercus petraea).

### Wortels, stam en takken

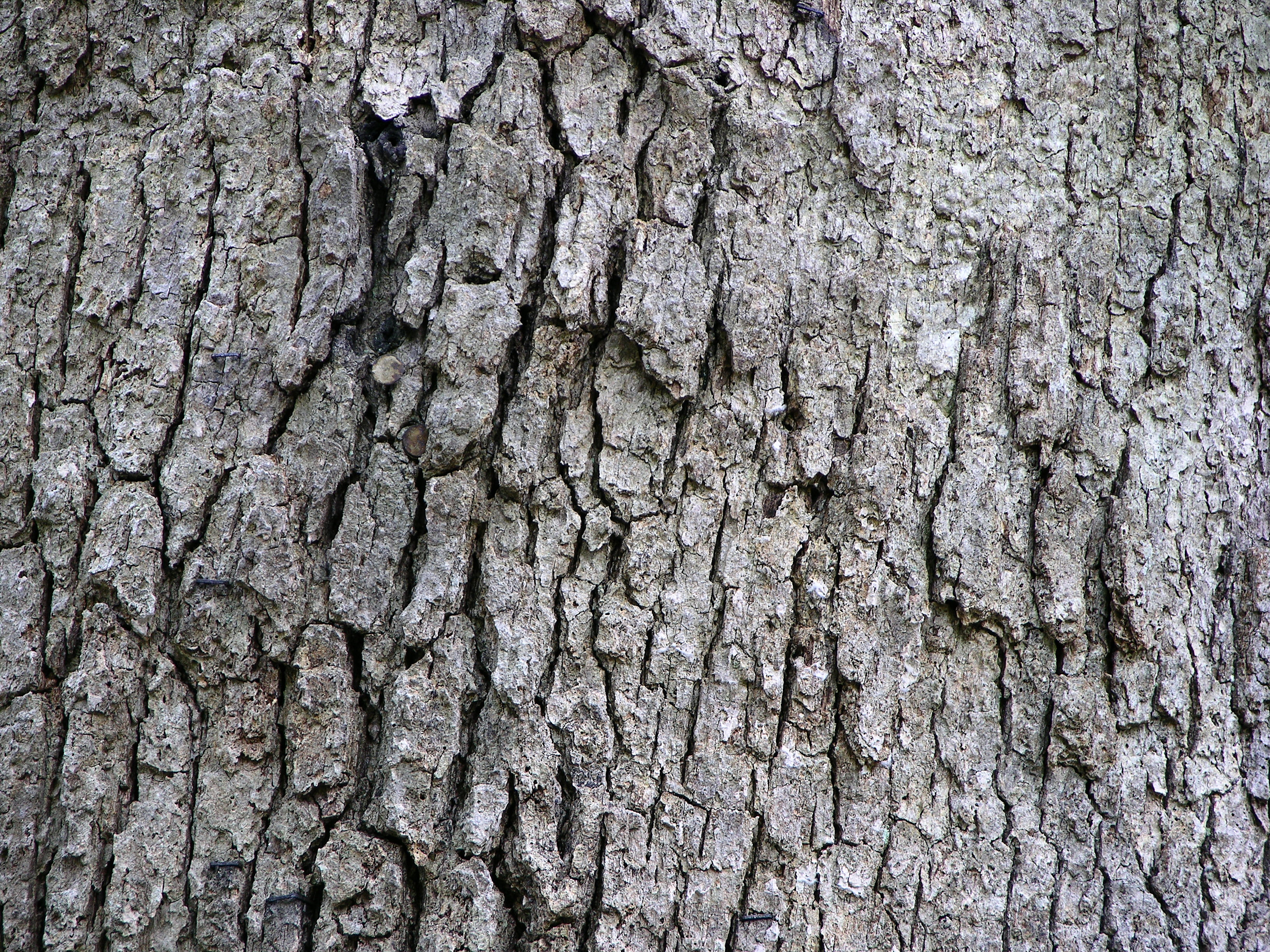
Stam

Het wortelstelsel bestaat uit een penwortel die diep in de grond wortelt en zijwortels die slechts oppervlakkig wortelen. De soort is gevoelig voor bodemverdichting en overstromingen maar is zouttolerant. Hij kan tegen perioden van droogte omdat de penwortel zijn water en voedingsstoffen uit dieper gelegen waterbronnen kan halen.
De schors van de jongere twijgen heeft een roodachtige tot rood-groene kleur en is licht behaard. Naarmate de twijgen ouder worden wordt de schors grijs van kleur en verliest hij zijn beharing. De schors heeft een ruwe structuur en is onderverdeeld in platen.
De stam kan een diameter van 90 tot 120 centimeter bereiken en de soort kan tot 25 meter hoog worden wanneer de boom concurrentie ondervindt. Een solitair exemplaar kan een hoogte van 46 meter bereiken en een diameter van 260 centimeter. Wanneer de boom in een bos groeit is de kroon smal, wanneer hij solitair staat wordt het echter een brede kroon met veel zijtakken. In de hoger gelegen delen van de zuielijke Appalachen groeit de Amerikaanse witte eik alleen als struik.

### Knoppen en bladeren
De knoppen hebben een gladde textuur en zijn tussen de 3 en 4 millimeter groot. De kleur van de knoppen is bruin-rood en ze hebben een ovale vorm.
De bladeren staan verspreid op de takken en bestaan uit een bladsteel van tussen de 1 en de 3 centimeter en een bladschijf. De bladeren zijn tussen de 12 en 20 centimeter lang en ongeveer 9 centimeter breed. De bladeren zijn net boven het middelpunt aan de kant van de bladtop het breedst. Het blad heeft aan beide kanten twee tot vier lobben. De tussenruimte tussen de lobben is minimaal een derde deel van het blad tot maximaal zeven achtste deel van het blad. De bovenkant van het blad heeft een heldere groene kleur en de onderkant van het blad heeft een groene kleur met een witte tint erdoorheen. De herfstkleur is paars-rood tot bruin-violet en de bladeren blijven tot ver in de winter aan de boom hangen.

### Bloemen en vruchten
De Amerikaanse witte eik is eenhuizig. De mannelijke bloemen zijn geelgroen van kleur en staan gegroepeerd in trosjes die naar beneden hangen. De bloemen hebben een lengte van tussen de 5 en de 10 centimeter. Deze bloeiwijze komt voor uit knoppen die groeien op de plek waar de jonge twijgen uitlopen. De vrouwelijke bloemen zijn roodachtig van kleur en staan in groepjes van twee of drie bloemen. Ze groeien in de bladoksels van een nieuwe scheut. De bloeitijd loopt van eind maart tot eind mei.
De vruchten zijn in hetzelfde jaar nog rijp en zijn kort gesteeld of helemaal niet gesteeld. De dop omsluit minder dan een derde deel van de eikel. De eikel heeft een lengte van ongeveer 5 centimeter en heeft een lichtbruine kleur. De eerste vruchten verschijnen op een leeftijd variërend van twintig tot dertig jaar. De vruchten vertonen geen kiemrust maar schieten hetzelfde jaar nog wortel en de lente erop ontspruiten de zaden.

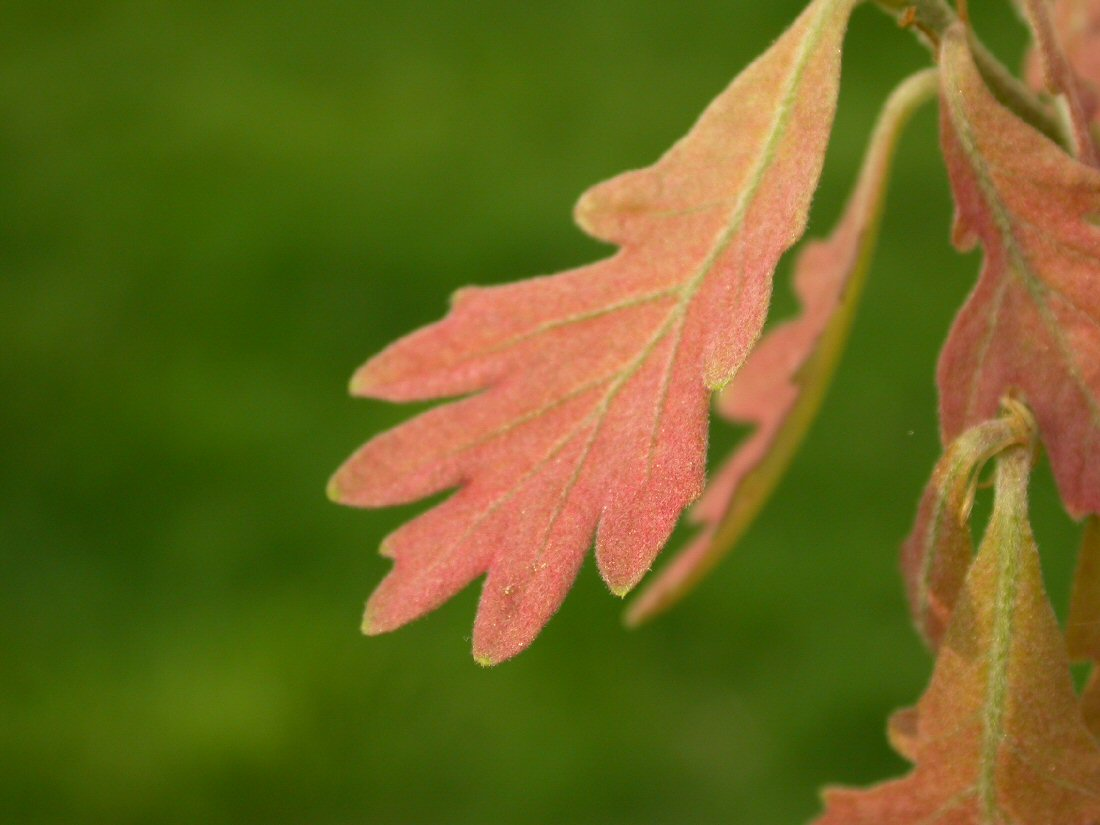
Bladeren in het voorjaar
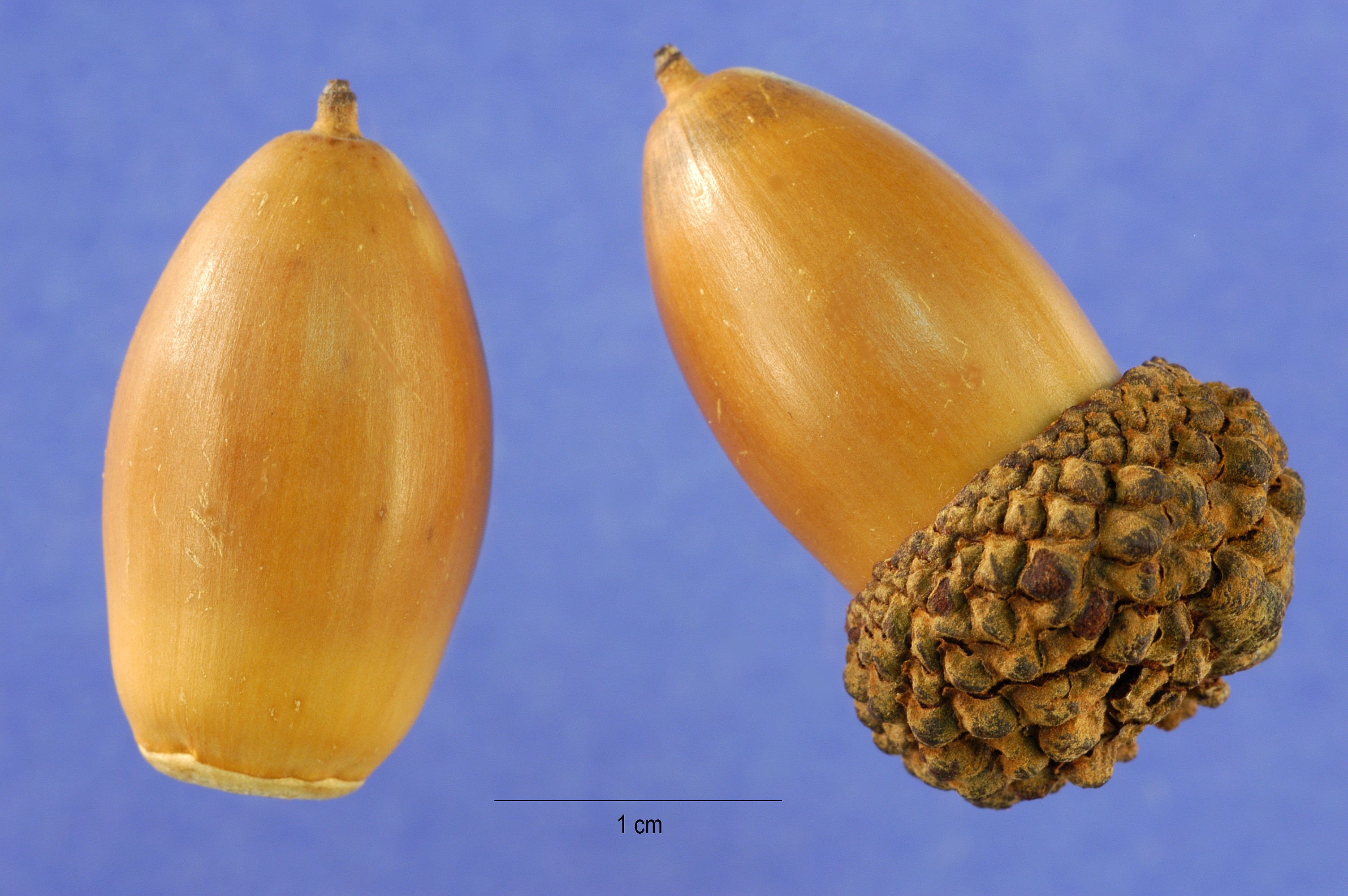
Een voorbeeld van de vrucht

## Verspreiding

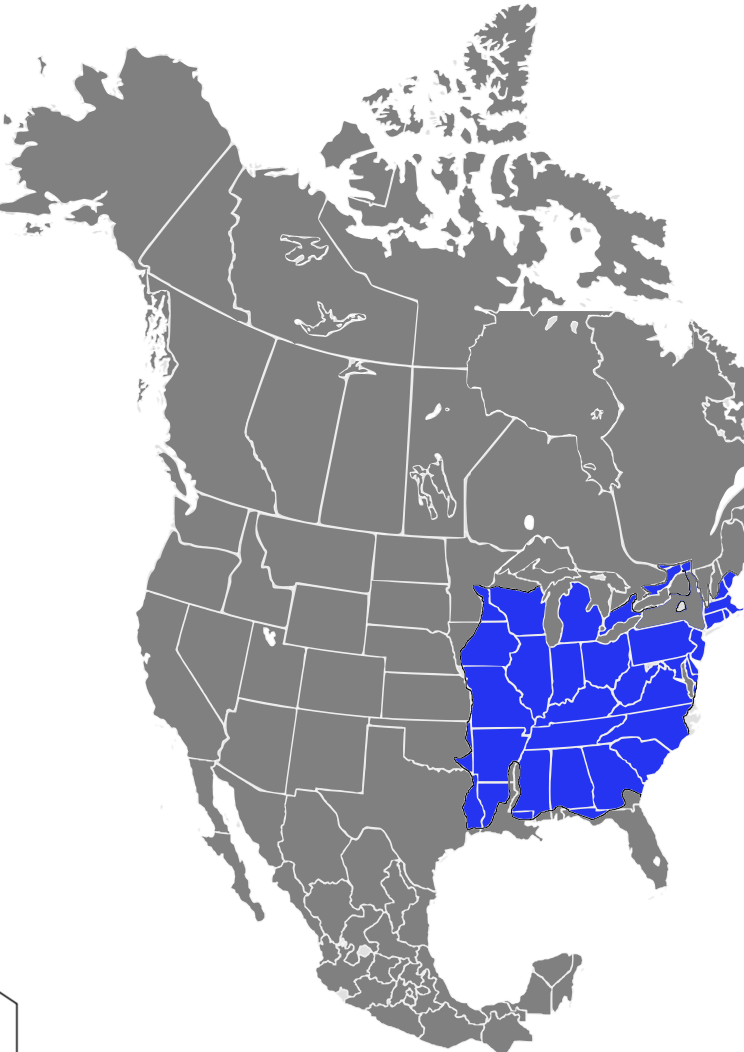
Verspreidingsgebied

De Amerikaanse witte eik beslaat een groot verspreidingsgebied binnen het noorden van de Verenigde Staten. De Noordelijke grens strekt zich uit tot over de Canadese grens tot aan de Grote Meren. In het westen strekt het verspreidingsgebied zich uit tot aan de prairie en de soort komt veel voor langs de 95e meridiaan. De soort komt slechts sporadisch voor langs de Golf van Mexico en het zuiden van de rivier de Mississippi. De Atlantische Oceaan is de oostelijkste grens van het verspreidingsgebied. De soort komt voor op een hoogte variërend van 0 tot 1700 meter.
Binnen het verspreidingsgebied komt de soort voor op plaatsen met verschillende standplaatsfactoren. Meestal komt de soort voor op voedselarme droge gronden. De grootste exemplaren groeien echter op voedselrijke, lemige gronden die waterdoorlatend zijn. De gemiddelde temperatuur binnen het verspreidingsgebied varieert van 7 °C in het noorden tot 21 °C in het zuiden. De gemiddelde neerslag in het verspreidingsgebied varieert van 750 tot 2000 millimeter. Grote aantallen van de soort zijn te vinden in het dal van Ohio en midden in de Vallei van de Mississippi waar de gemiddelde temperatuur 13 °C is en de gemiddelde neerslag 1000 millimeter. In de hogere delen in de noordelijke Appalachen komt de soort weinig voor.

## Ecologie
De soort groeit voornamelijk in loofbossen. In het noorden van het verspreidingsgebied groeit de soort bijna nooit op plaatsen die hoger dan 250 meter boven de zeespiegel liggen maar in de zuidelijke Appalachen groeien ze tot op een hoogte van 1700 meter boven zeeniveau. De soort komt in het noorden voornamelijk voor in bossen gemengd met Quercus ellipsoidalis, Quercus prinus, de grijze berk (Betula populifolia), de weymouthden (Pinus strobus), de oostelijke hemlockspar (Tsuga canadensis) en de suikeresdoorn (Acer saccharum). In het zuiden komt de soort vaak voor op droge plaatsen in combinatie met Quercus falcata, Quercus michauxii en Quercus coccinea.
Jonge zaailingen kunnen overleven op plaatsen met halfschaduw, wanneer de plant ouder wordt kan hij beter schaduw verdragen en zelfs in de volle schaduw staan. De zaden kunnen in schaduwrijke gebieden voor jaren in de zaadbank blijven totdat er een open plek ontstaat waardoor er voldoende licht beschikbaar is. Het zaad blijft jarenlang kiemkrachtig.
De vruchten hebben een bittere smaak en worden gegeten door onder andere de roodkopspecht, het witstaarthert, kwartels, wangzakeekhoorns, kalkoenen en diverse soorten muizen. De blauwe gaai en de grijze eekhoorn zorgen voor de distributie van de zaden. Het witstaarthert eet naast de bessen ook de bladeren van de Amerikaanse witte eik. Op de boom leven verschillende soorten schimmels en andere micro-organismen.

## Gebruik
Het hout is redelijk vergelijkbaar met Europees eiken (van Quercus robur en Quercus petraea) maar is vaak iets beter. Het wordt gerekend tot de houtsoort wit eiken, en is daar het bekendste voorbeeld van. Wit eiken is duurzaam, makkelijk te bewerken maar lastig te impregneren. Het laat geen vloeistoffen door waardoor het gebruikt wordt voor de productie van wijn- en biervaten. 
De soort groeit echter langzamer dan de Amerikaanse eik (Quercus rubra) en daarom wordt in de bosbouw steeds vaker voor de Amerikaanse eik gekozen, ook al zijn de houteigenschappen daarvan minder.
De soort wordt soms gebruikt als sierboom en de indianen gebruikten de schors als medicijn.

## Synoniemen
- Quercus alba var. heterophylla
- Quercus alba f. latiloba
- Quercus alba var. latiloba
- Quercus alba var. longigemma
- Quercus alba var. microcarpa
- Quercus alba f. pinnatifida
- Quercus alba var. pinnatifida
- Quercus alba var. repanda
- Quercus alba f. repanda
- Quercus alba var. ryderi

- Quercus alba var. subcaerulea
- Quercus alba var. subflavea
- Quercus alba f. sublyrata
- Quercus alba f. viridis
- Quercus candida (Steud.)
- Quercus nigrescens (Raf.)
- Quercus ramosa (Dippel)
- Quercus repanda (Michx.)
- Quercus retusa (Raf.)[1]

Gezaagdbladige eik (Q. acutissima) · 
Amerikaanse witte eik (Q. alba) · 
Japanse eik (Q. aliena) · 
Gouden eik (Q. alnifolia) · 
Californische struikeik (Q. berberidifolia) · 
Tweekleurige eik (Q. bicolor) · 
Moseik (Q. cerris) · 
Hulsteik (Q. coccifera) · 
Scharlaken eik (Q. coccinea) · 
Japanse keizereik (Q. dentata) ·  
Portugese eik (Q. faginea) · 
Steeneik (Q. ilex) · 
Californische zwarte eik (Q. kelloggii) · 
Quercus lamellosa · 
Quercus lusitanica · 
Perzische eik (Q. macranthera) · 
Mongoolse eik (Q. mongolica) · 
Moeraseik (Q. palustris) · 
Wintereik (Q. petraea) · 
Donzige eik (Q. pubescens) · 
Pyrenese eik (Q. pyrenaica) · 
Zomereik (Q. robur) · 
Amerikaanse eik (Q. rubra) · 
Kurkeik (Q. suber)